# أوليفر فيني
أوليفر فيني (بالإنجليزية: Oliver Finney) هو لاعب كرة قدم بريطاني في مركز الوسط، ولد في 15 ديسمبر 1997 في ستوك أون ترينت في المملكة المتحدة. لعب مع نادي كرو ألكساندرا.